# Joodse begraafplaats (Katwijk)
De Joodse (oftewel Israëlitische) begraafplaats in Katwijk in de Nederlandse provincie Zuid-Holland is in 1758 aangelegd. De begraafplaats,  aan de (huidige) Rijnstraat in Katwijk aan den Rijn, was vooral bedoeld voor joden uit Leiden. De grond werd in 1758 gepacht en in 1835 gekocht van de familie Van Wassenaer (tak Catwijck) door de Joodse gemeente (NIG) van Leiden.
Er is een rechthoekig metaarhuis gebouwd in het tweede kwart van de 19e eeuw voor het reinigen van de lichamen. Sinds 1978 zijn de door een muur omgeven begraafplaats en het gebouw beschermd als rijksmonument.
Op de begraafplaats bevindt zich een monument voor de (joodse) slachtoffers van de Leidse buskruitramp van 1807.
In 1948 is een gedenkmuur gemaakt voor slachtoffers van de Tweede Wereldoorlog (1940-'45) en de holocaust (1942-'45).
In 1982 heeft de Joodse gemeente van Leiden, bij het restaureren van de begraafplaats, een monument opgericht tot dank aan de burgers van Katwijk.

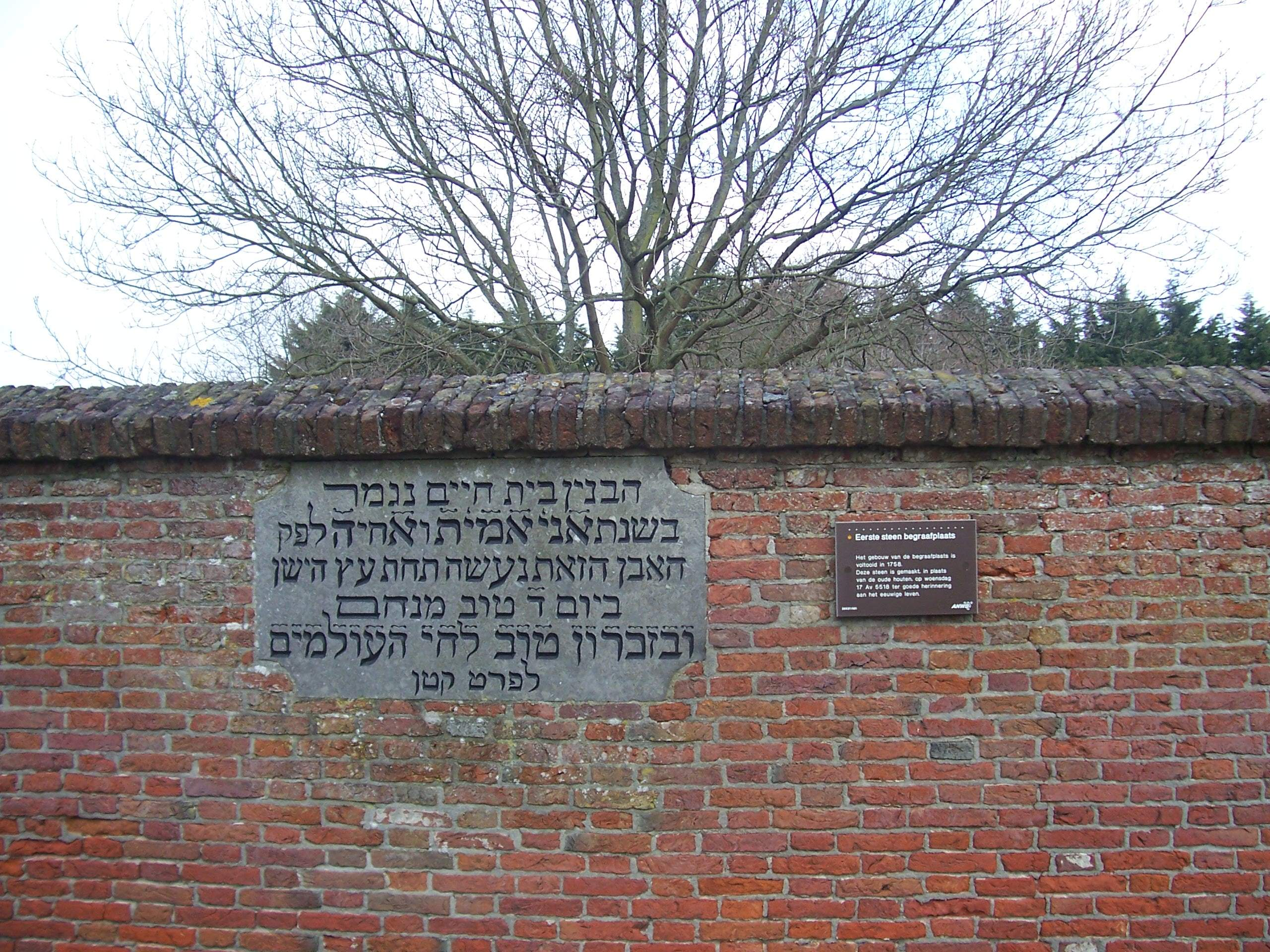
stenen replica van de eerste houten "steen" op de begraafplaats
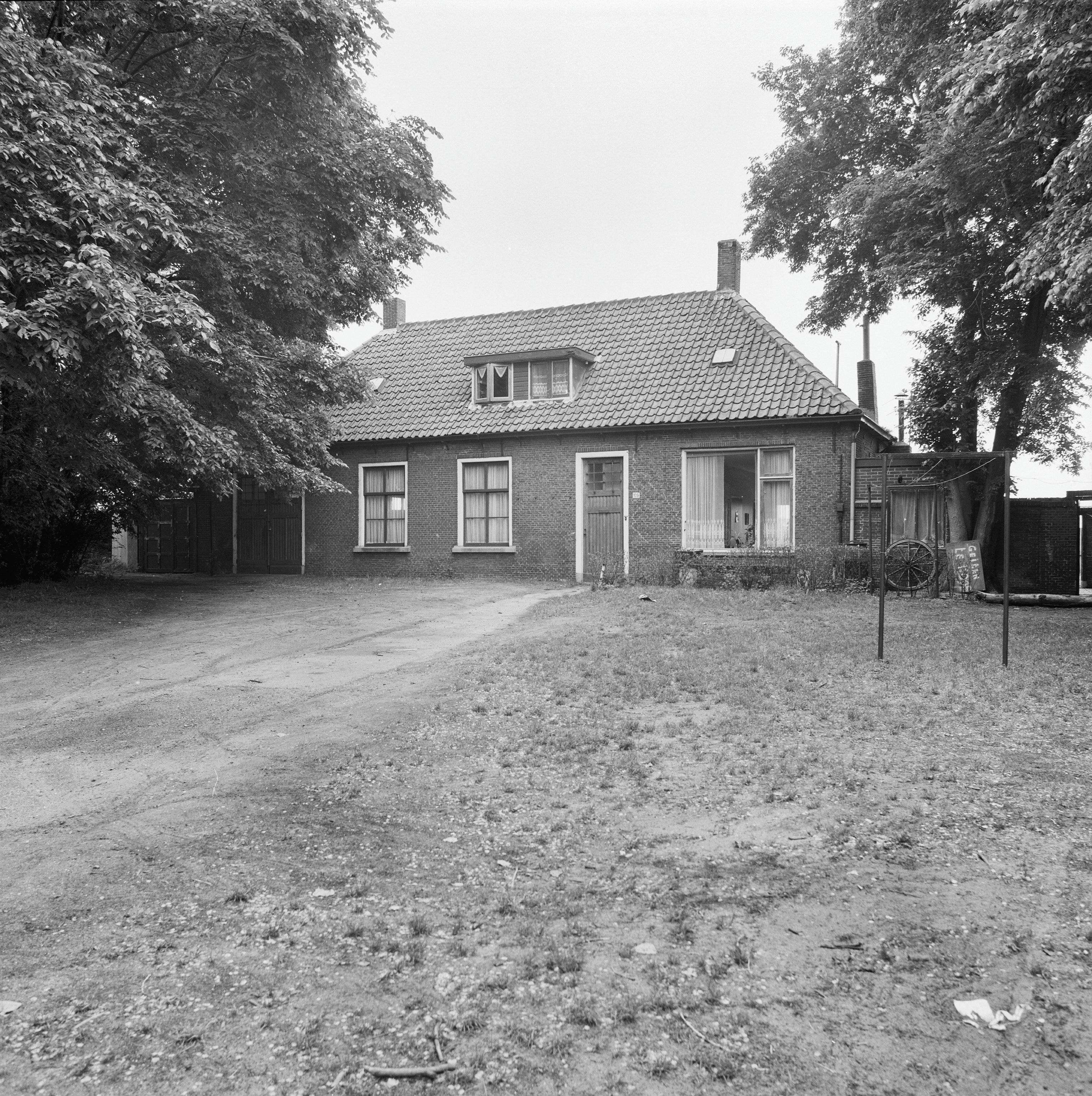
Metaarhuis
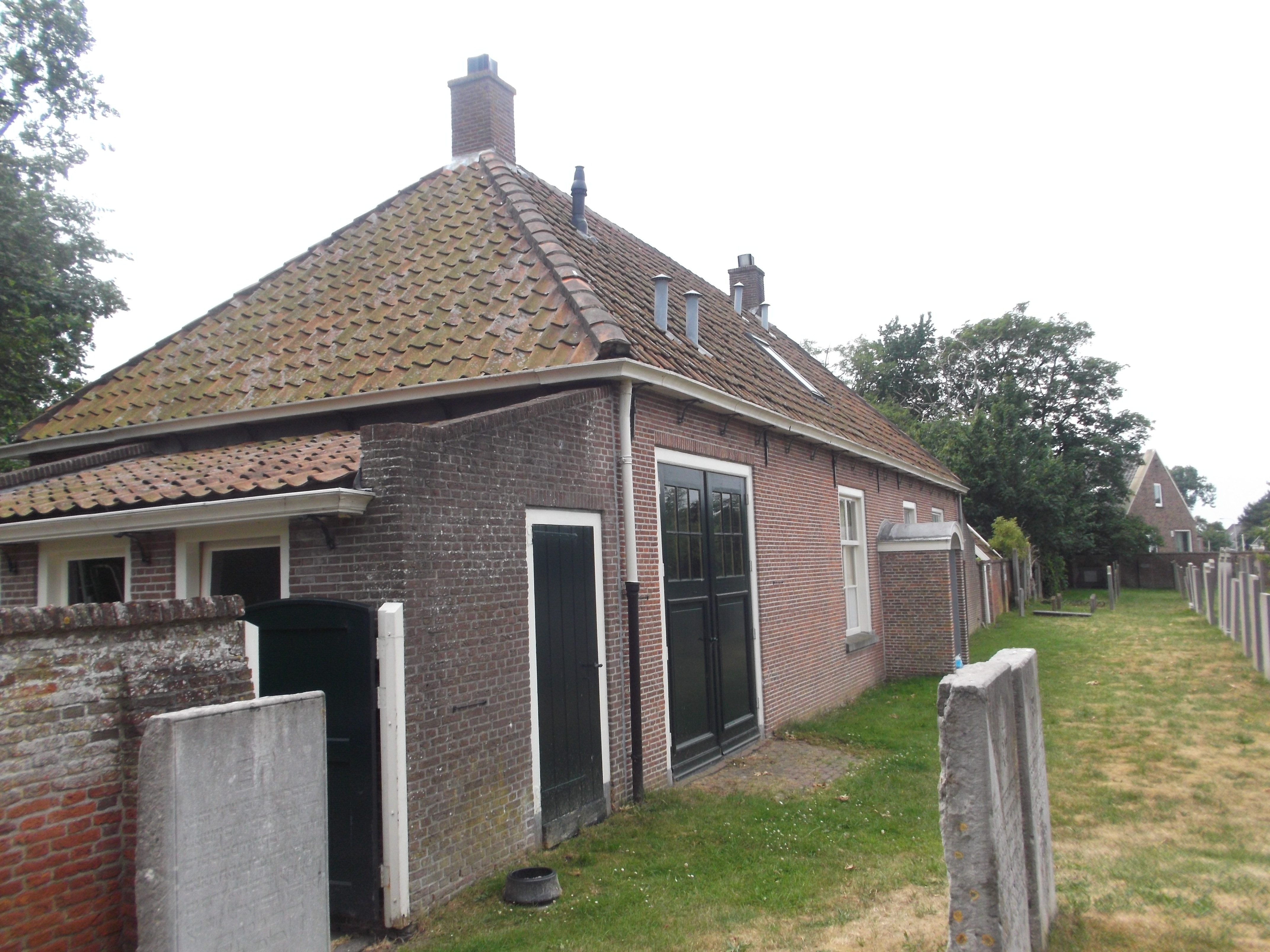
Metaarhuis met enkele graven, 2017
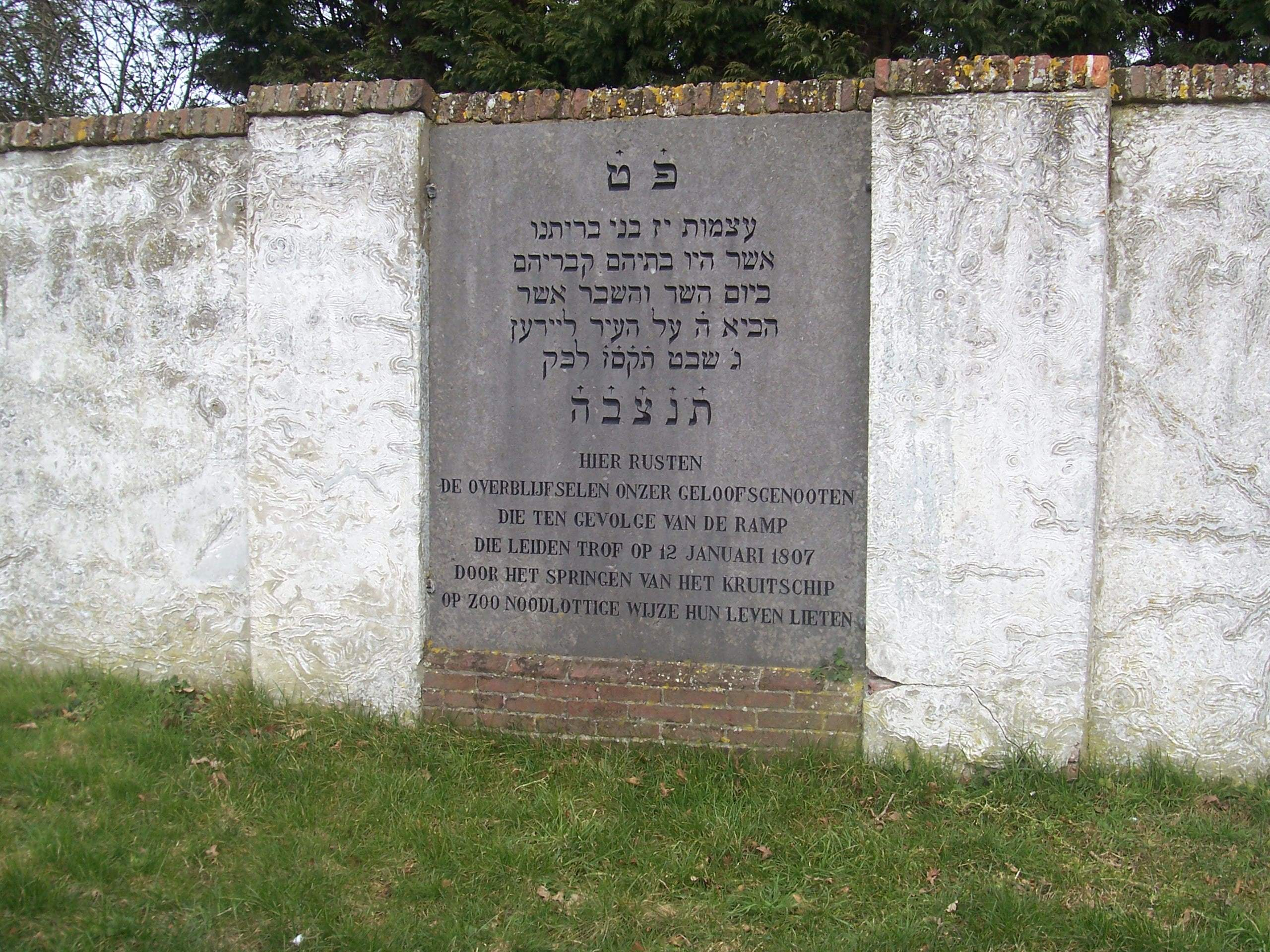
gedenkteken Leidse Buskruitramp (1807)
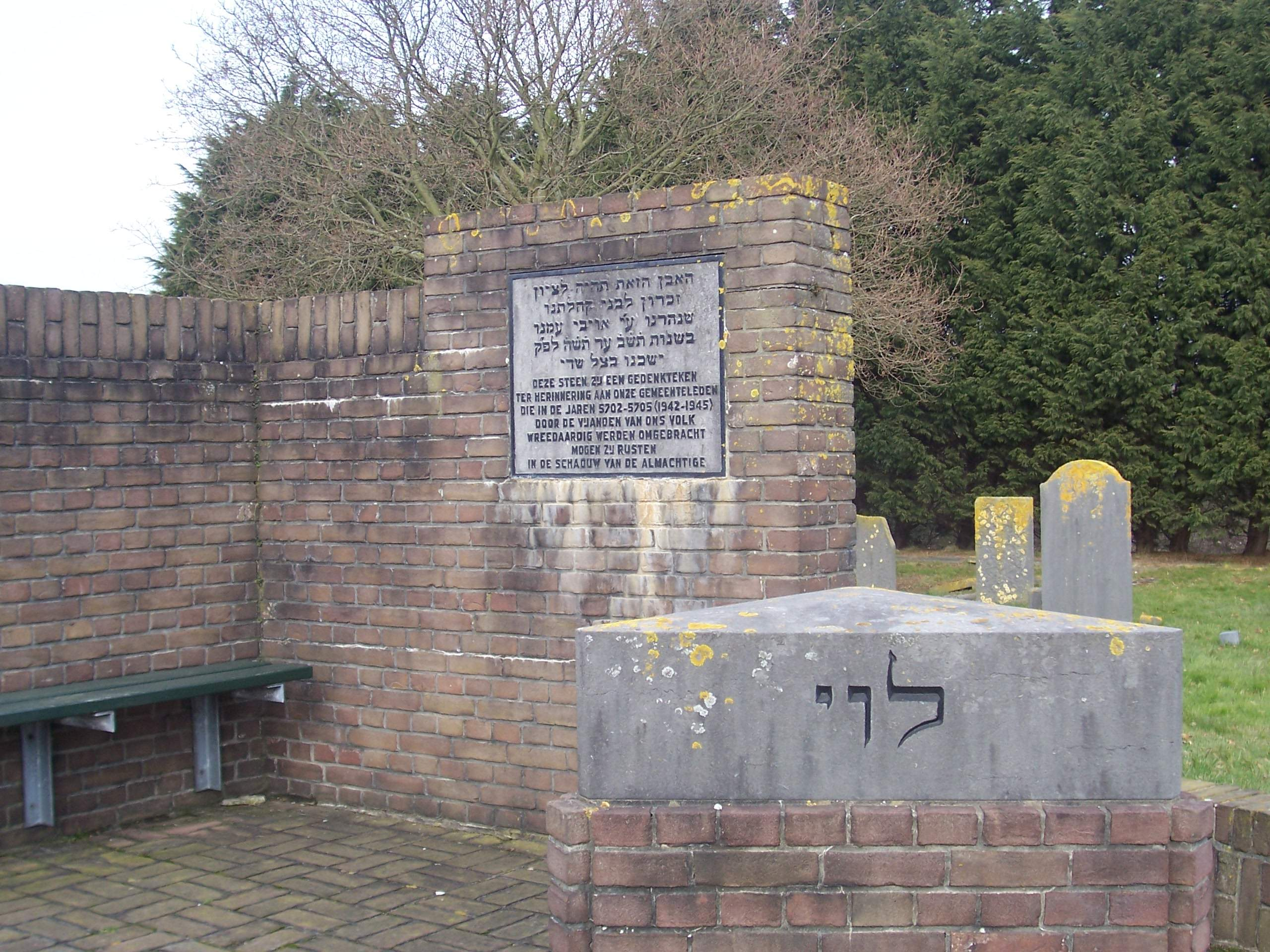
Monument WO II

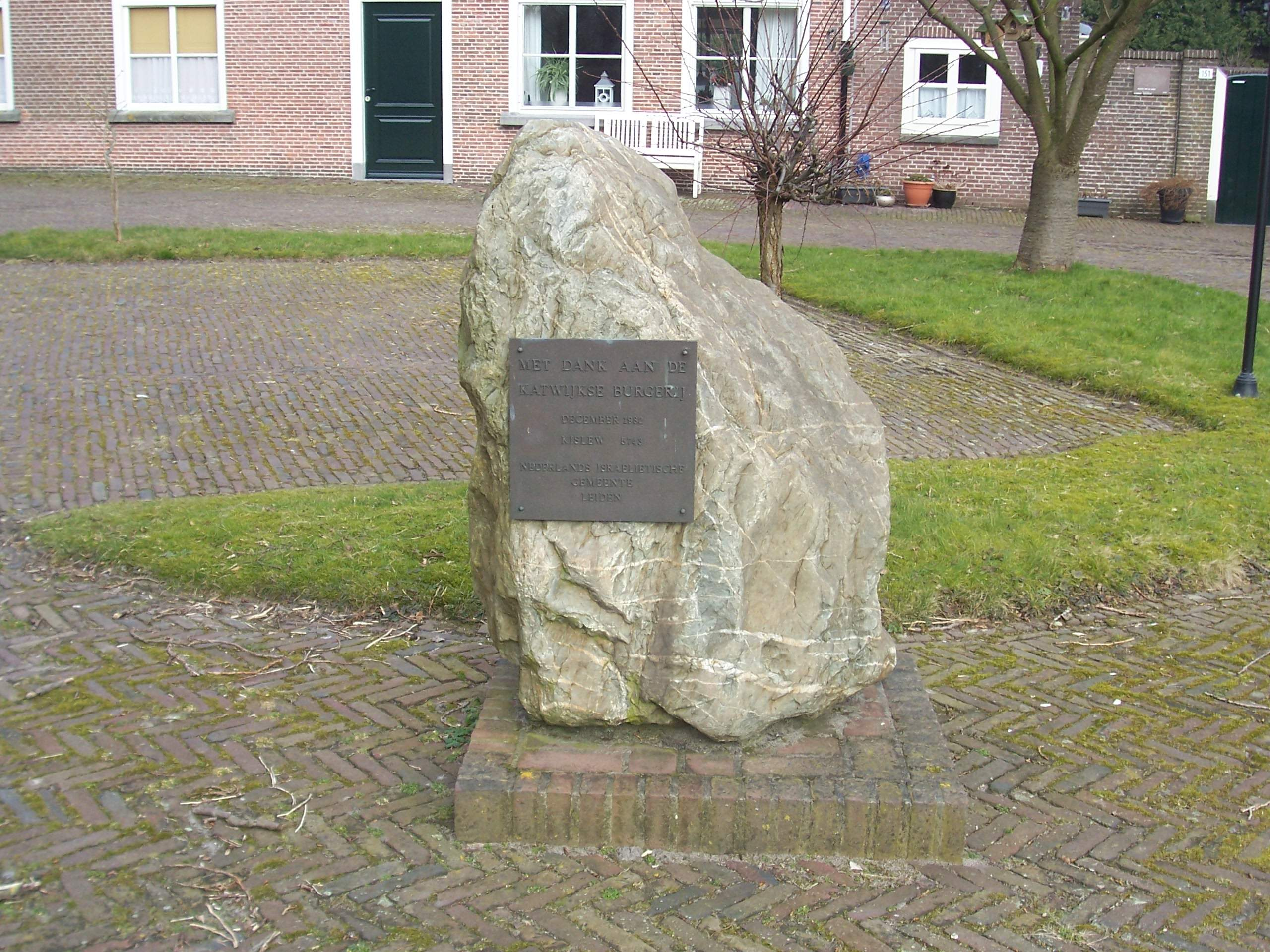
"Met dank aan de Katwijkse burgerij"
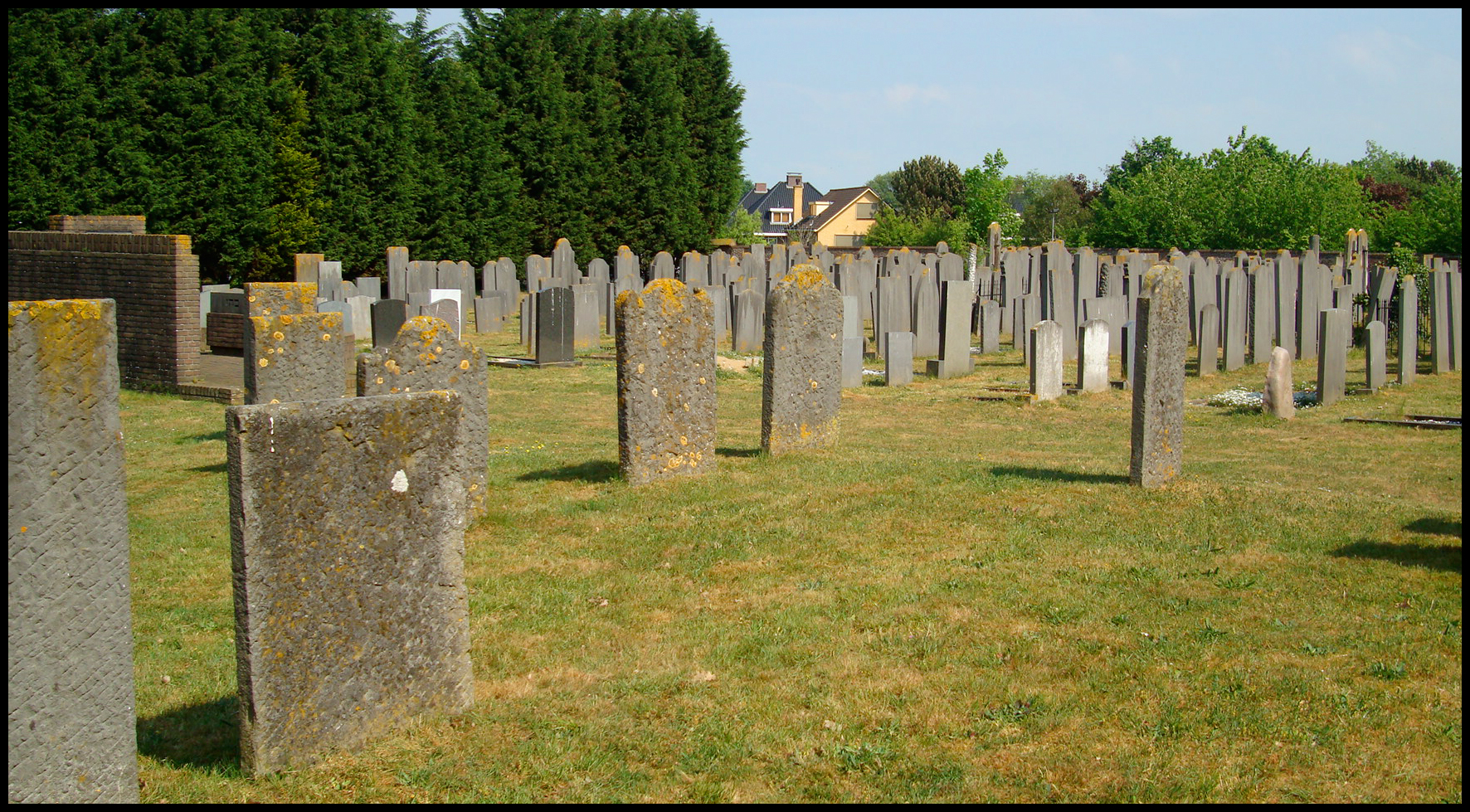
Begraafplaats
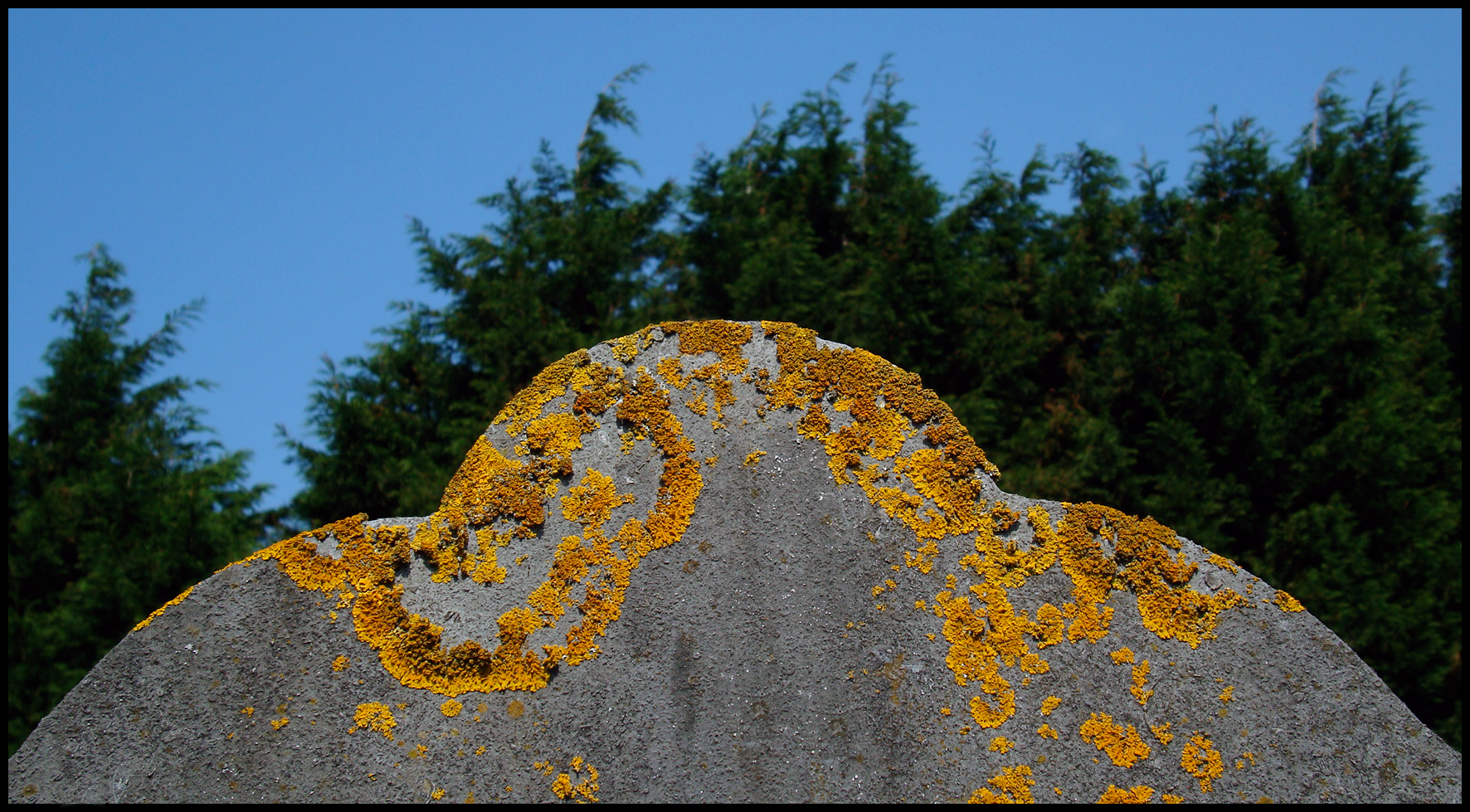
Grafsteen
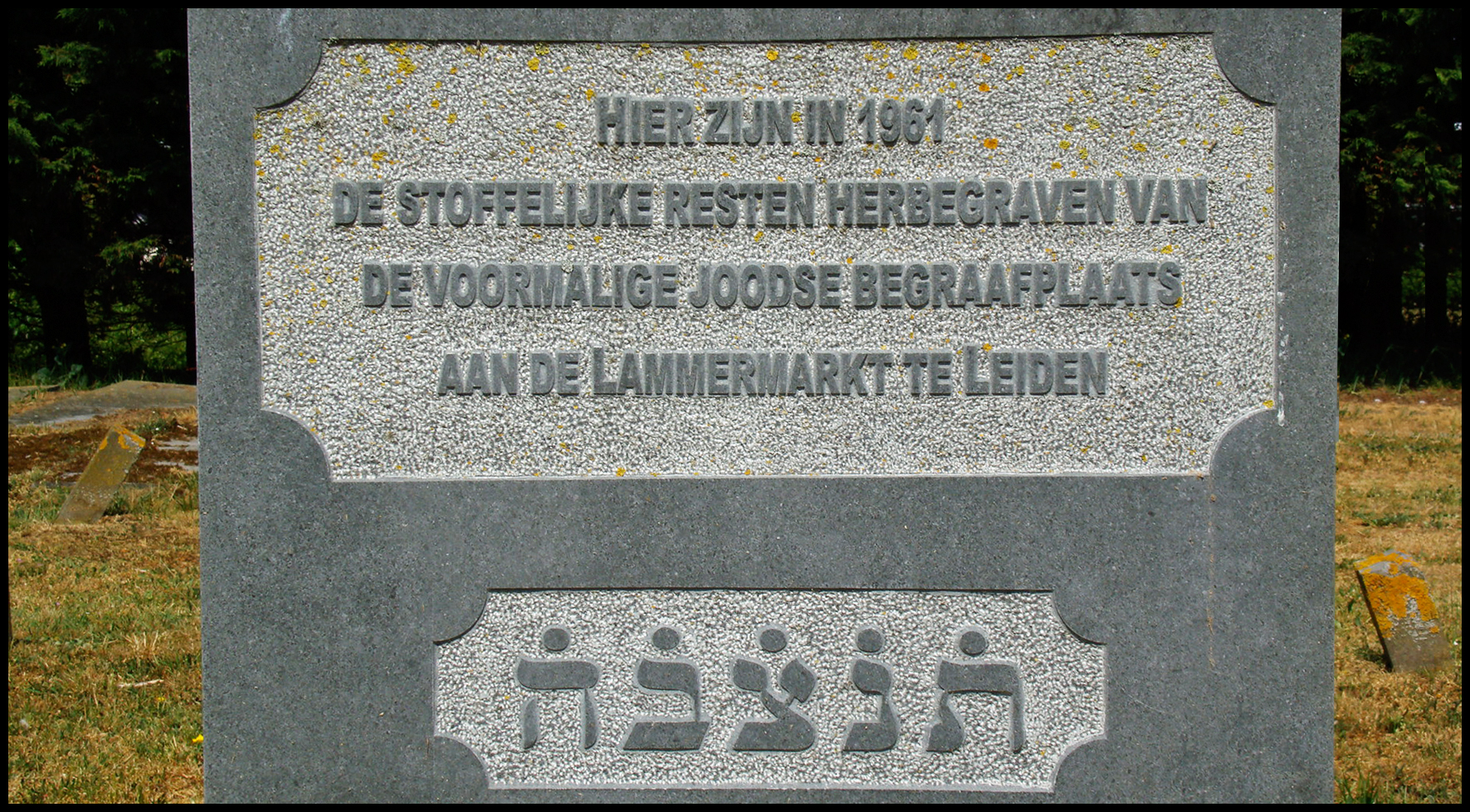
Herbegraven
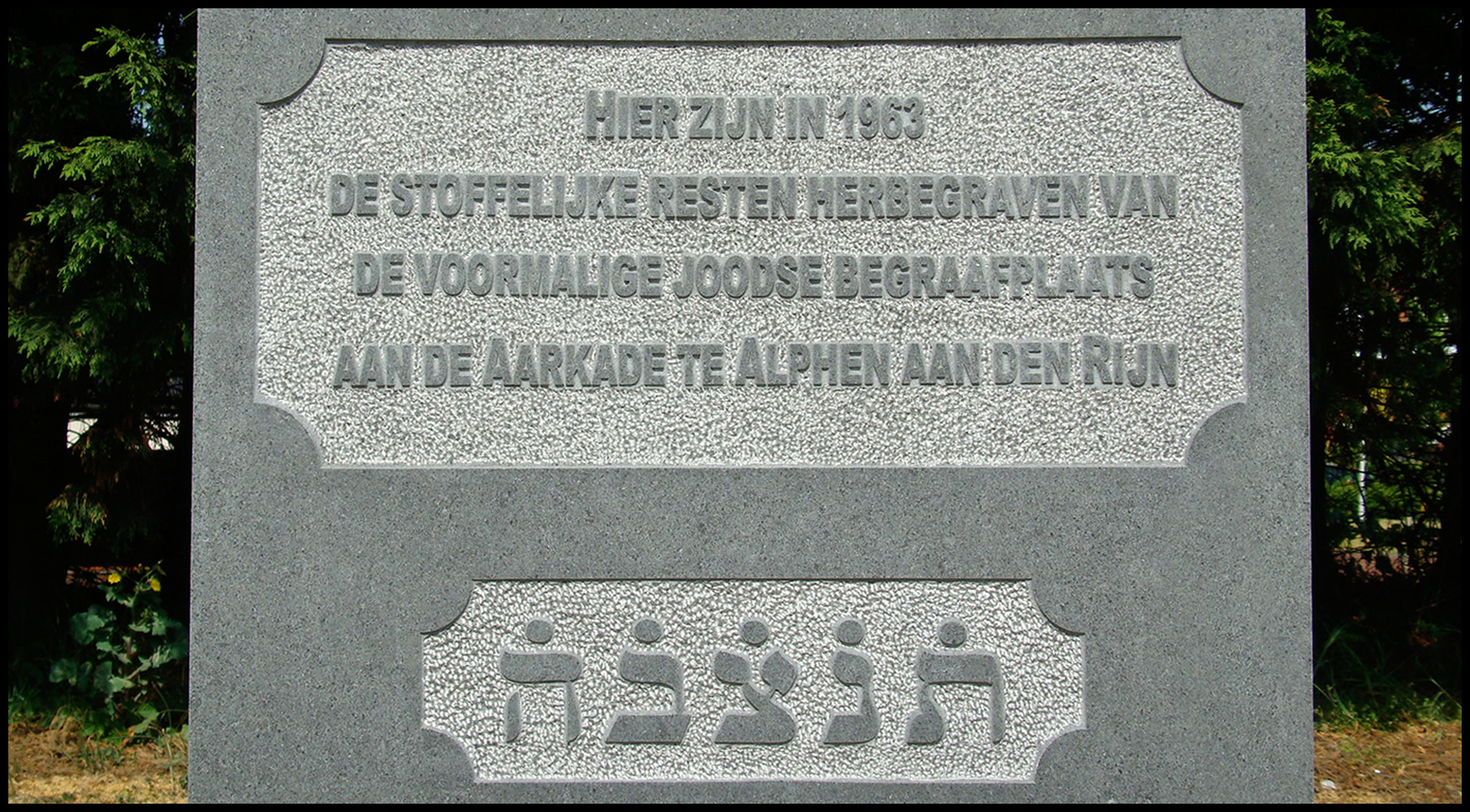
Herbegraven